# بيت العمري (الحيمة الداخلية)

تعديل مصدري - تعديل

بيت العمري هي إحدى قرى عزلة بني مهلهل بمديرية الحيمة الداخلية التابعة لمحافظة صنعاء، بلغ تعداد سكانها 305 نسمة حسب تعداد اليمن لعام 2004.